# Гайнріх Вітавскі
Гайнріх «Віта» Вітавскі (нім. Heinrich «Vita» Vitavsky, 1913 Відень — ?) — австрійський футболіст, що грав на позиції нападника. Виступав в складі клубів «Лібертас» (Відень), «Грассгоппер», «Гавр» і «Вінер Шпорт-Клуб».

## Футбольна кар'єра
У вищому дивізіоні чемпіонату Австрії дебютував у складі клубу «Лібертас» (Відень), з яким у 1935 році піднявся на високе для цього скромного клубу п'яте місце. Вітавскі в цьому сезоні зіграв в усіх 22 матчах і забив 6 голів.
Посеред сезону 1935-36 перейшов у клуб з швейцарського Цюриха — «Грассгоппер». Влітку 1936 року зіграв у складі команди в Кубку Мітропи. В кваліфікаційному раунді «Грассгоппер» за сумою двох матчів поступився «Аустрії» — 1:3 і 1:1. В 1937 році виграв з командою чемпіонат і кубок Швейцарії. В фіналі національного кубка «Грассгоппер» розгромив «Лозанну» з рахунком 10:0. Віта не забив у фіналі, але відзначився одним м'ячом в півфіналі проти «Серветта», що також завершився погромом — 7:1.
У сезоні 1937-38 помічений в клубі «Гавр» з Франції. Клуб став переможцем другого дивізіону. В Кубку Франції команда дісталась до півфіналу, де зіграла внічию 0:0 з «Марселем», а потім поступилась 0:1 у переграванні. В вищому дивізіоні «Гавр» посів 11 місце з 16 команд у чемпіонаті 1938-39.
В 1939 році повернувся на батьківщину в клуб «Вінер Шпорт-Клуб». На той момент чемпіонат Австрії став частиною чемпіонату Німеччини і носив назву Гауліга Остмарк. В цьому турнірі «Шпорт-Клуб» в роки виступів Вітавскі найвищого результату досягнув в 1940 році — третє місце.
В сезоні 1946-47 знову виступав за «Гавр».

## Статистика виступів

### Статистика виступів у чемпіонаті
| Сезон                            | Матчі | Голи | Клуб              |
| -------------------------------- | ----- | ---- | ----------------- |
| Чемпіонат Австрії 1933/34        | 11    | 5    | Лібертас (Відень) |
| Чемпіонат Австрії 1934/35        | 22    | 6    | Лібертас (Відень) |
| Чемпіонат Австрії 1935/36        | 6     | 3    | Лібертас (Відень) |
| Чемпіонат Швейцарії 1935/36      | 20    | 13   | Грассгоппер       |
| Чемпіонат Швейцарії 1936/37      | 22    | 9    | Грассгоппер       |
| Д-2 чемпіонату Франції 1937/38   | 1+    | 1+   | Гавр              |
| Чемпіонат Франції 1938/39        | 12+   | 3+   | Гавр              |
| Гауліга Остмарк 1939/40          | 11    | 4    | Вінер Шпорт-Клуб  |
| Гауліга Остмарк 1940/41          | 7     | 2    | Вінер Шпорт-Клуб  |
| Гауліга Остмарк 1942/43          | 8     | 1    | Вінер Шпорт-Клуб  |
| Гауліга Остмарк 1943/44          | 15    | 1    | Вінер Шпорт-Клуб  |
| Гауліга Остмарк 1944/45 (незав.) | 4     | 0    | Вінер Шпорт-Клуб  |
| Чемпіонат Австрії 1945/46        | 19    | 3    | Вінер Шпорт-Клуб  |
| Чемпіонат Франції 1946/47        | 2+    | 2+   | Гавр              |
| РАЗОМ                            | -     | -    |                   |

### Статистика виступів у Кубку Мітропи
| №                      | Розіграш               | Стадія                 | Дата та місце проведення | Команда 1              | Рахунок | Команда 2        | Голи |
| ---------------------- | ---------------------- | ---------------------- | ------------------------ | ---------------------- | ------- | ---------------- | ---- |
| 1                      | 1936                   | квал.                  | 07.06.1936, Відень       | Аустрія (Відень)       | 3:1     | Грассгоппер      |      |
| 2                      | 1936                   | квал.                  | 14.06.1936, Цюрих        | Грассгоппер            | 1:1     | Аустрія (Відень) |      |
| Всього в Кубку Мітропи | Всього в Кубку Мітропи | Всього в Кубку Мітропи | Всього в Кубку Мітропи   | Всього в Кубку Мітропи | 2       |                  | 0    |

## Титули і досягнення
- Чемпіон Швейцарії (1):

«Грассгоппер»: 1936-1937
- Володар Кубка Швейцарії (1):

«Грассгоппер»: 1936-1937
- Переможець другого дивізіону чемпіонату Франції (1):

«Гавр»: 1938